# Bakary Njie (Politiker)
Bakary Njie ist ein gambischer Politiker.

## Leben
| Parlamentswahl | Stimmen | Stimmanteil |
| -------------- | ------- | ----------- |
| 2017           | 4.210   | 36,97 %     |

Bakary Njie trat bei der Wahl zum Parlament 2017 als Kandidat der United Democratic Party (UDP) im Wahlkreis Bundungka Kunda in der Kanifing Administrative Region an. Mit 36,97 % konnte er den Wahlkreis vor Modou A. Njie (APRC) für sich gewinnen.
Bei den Parlamentswahlen 2022 verlor Njie mit 3988 Stimmen (35,68 %) seinen Wahlkreis an den APRC-Kandidaten Sulayman Jammeh, der 5534 Stimmen (49,52 %) erhielt.